# (48844) Belloves
(48844) Belloves (1998 DW) – planetoida z grupy pasa głównego asteroid okrążająca Słońce w ciągu 2,76 lat w średniej odległości 1,96 j.a. Odkryta 18 lutego 1998 roku.